# Cyclocross Kolín 2014
De Cyclocross Kolín van 2014 werd gehouden op 6 december in Kolín. De wedstrijd maakte deel uit van de TOI TOI Cup 2014-2015. De Tsjech Jakub Skála won de wedstrijd voor de winnaar van vorig jaar, Tomáš Paprstka.

## Mannen elite

### Uitslag
| Plaats  | Naam             | Ploeg                      | Tijd     |
| ------- | ---------------- | -------------------------- | -------- |
| Winnaar | Jakub Skála      | ČEZ Cyklo Team Tábor       | 1u01'01" |
| 2       | Tomáš Paprstka   | Remerx-Merida Team Kolín   | + 15"    |
| 3       | Michael Boroš    | ČEZ Cyklo Team Tábor       | + 35"    |
| 4       | Adam Toupalik    | BKCP-Powerplus             | + 53"    |
| 5       | Vladimír Kyzivát | Johnson Controls           | + 1'11"  |
| 6       | Martin Haring    | CK Banská Bystrica         | + 2'29"  |
| 7       | Emil Hekele      | Stevens Bikes-Emilio Sport | + 3'14"  |
| 8       | Filip Eberl      | Remerx-Merida Team Kolín   | + 3'24"  |
| 9       | Vojtěch Nipl     | Bohemia Track              | + 4'04"  |
| 10      | Roman Lehky      | KC Kooperativa SG          | + 4'17"  |

| Pos. | Punten |
| ---- | ------ |
| 1    | 40     |
| 2    | 30     |
| 3    | 20     |
| 4    | 15     |
| 5    | 10     |
| 6    | 8      |
| 7    | 6      |
| 8    | 4      |
| 9    | 2      |
| 10   | 1      |

 Cyclocross Loštice · 
 Cyclocross Louny · 
 Cyclocross Uničov · 
 Cyclocross Hlinsko · 
 Cyclocross Holé Vrchy · 
 Cyclocross Kolín · 
 Cyclocross Milovice · 
 Tsjechisch kampioenschap